# Església de l'Assumpció de Torrent
L'Església Parroquial de l'Assumpció és un temple catòlic situat a la plaça de l'Església al municipi de Torrent. És Bé de Rellevància Local amb identificador nombre 46.14.244-001.